# Movimiento de los Talibanes Pakistaníes
El Movimiento de los Talibanes Pakistaníes, también llamado Tehrik-e-Talibán Pakistán o Tehrik e Talibán Pakistán (en urdu تحريک طالبان پاکستان, Teḥrīk-ī-Ṭālibān Pākistān), es el nombre de una organización paramilitar y terrorista internacional, de origen pakistaní y asociada al movimiento talibán, que proclama el extremismo religioso islámico y el yihadismo. 
El Movimiento de los Talibanes Pakistaníes fue formado en 2007 y agrupa a unos 30 grupos establecidos originalmente en el sur de las regiones pakistaní de Waziristán y de Baluchistán, fronterizas con Afganistán. Es uno de los principales grupos militares del conflicto de Baluchistán. Se estima que en 2008 contaba con aproximadamente de 30 a 35.000 miembros, en alianza con Al Qaeda y los talibanes afganos.
En agosto de 2008, un portavoz de la organización proclamó la responsabilidad de esta en la planificación de una serie de atentados de gran magnitud en la ciudad de Barcelona y otros lugares de Francia, Portugal y Alemania, que resultaron abortados por la intervención de fuerzas de seguridad españolas en enero de ese mismo año, tras ser advertidas por el Centro Nacional de Inteligencia y los servicios secretos de varios países.
Entre 2003 y 2009, los talibanes cerraron todas las escuelas privadas y se prohibió la educación de las niñas en Pakistán. El 9 de octubre de 2012, Malala Yousafzai fue atacada por pretender estudiar, en Mingora. Quedó gravemente herida. En 2014 le entregaron el Premio Nobel de la Paz.
En 2013, de los más de 1 700 ataques terroristas que hubo en Pakistán, más del 60 % fueron realizados por este grupo. 
El 16 de diciembre de 2014 milicianos talibanes pakistaníes entraron armados en una escuela de niños en Pakistán. El atentado terrorista en Peshawar dejó 114 heridos y 145 asesinados. Muchos niños fueron decapitados. El atentado fue reivindicado por el Movimiento de los Talibanes Pakistaníes.
El 20 de enero de 2016 cometieron el atentado en Charsadda, todo ocurrió cuando varios hombres abrieron fuego en la Universidad Bacha Khan en Charsadda, Pakistán. Está ubicada en el distrito Charsadda de Jaiber Pajtunjuá. Más de 20 personas fueron asesinadas y otras 20 fueron heridas. Más de 200 estudiantes fueron rescatados del predio, mientras que cuatro pistoleros fueron abatidos. La facción Geedar del Movimiento de los Talibanes Pakistaníes proclamó su responsabilidad en el hecho, aunque el Movimiento lo negó y condenó el ataque.
A las 9:30 a. m., cuatro hombres entraron a las aulas y dormitorios, abriendo fuego en contra de los estudiantes y maestros; también estaban armados con chalecos-bomba. El ataque ocurrió cuando los estudiantes y miembros de las facultades se reunieron en la universidad para un recital de poesía para conmemorar el aniversario de la muerte de Khan Abdul Ghaffar Khan. La universidad estaba, según se informa, no adecuadamente asegurada, especialmente en la parte de atrás del edificio, que tiene bajos muros exteriores. De acuerdo al ministro de Salud de la provincia, Shaukat Ali Yousafzai, más de 30 personas han sido asesinadas y más de 60 heridas, incluyendo estudiantes y un profesor. Más de 60 estudiantes fueron rescatados de las instalaciones. De acuerdo con un portavoz del ejército, cuatro pistoleros fueron asesinados. Testigos reportan que un profesor, Syed Hamid Hussain, armado con una pistola, disparó a los asaltantes.
Se dice e incluso muchos países aseguran [¿quién?] que los Talibanes Pakistaníes son muchos más peligrosos y agresivos que su parte principal en Afganistán, es decir los Talibanes Afganos.